# Robert de Castella
Robert Francois „Rob” de Castella (ur. 27 lutego 1957 w Melbourne) – australijski lekkoatleta specjalizujący się w biegach długodystansowych, przede wszystkim w maratonie, czterokrotny uczestnik letnich igrzysk olimpijskich (Moskwa 1980, Los Angeles 1984, Seul 1988, Barcelona 1992). Sukcesy odnosił również w biegach przełajowych.
W 1983 uhonorowany został tytułem Australijczyka Roku (ang. Australian of the Year).

## Sukcesy sportowe
- mistrz Australii w maratonie – 1979,
- czterokrotny mistrz Australii w półmaratonie – 1981, 1982, 1984, 1988
- czterokrotny mistrz Australii w biegach przełajowych – 1978, 1979, 1980, 1988[2]
- dwukrotny zwycięzca Maratonów Rotterdamskich – 1983, 1991[3]
- zwycięzca Maratonu Bostońskiego – 1986[4]

| Rok  | Miasto      | Zawody                                    | Konkurencja       | Wynik       |
| ---- | ----------- | ----------------------------------------- | ----------------- | ----------- |
| 1980 | Moskwa      | igrzyska olimpijskie                      | bieg maratoński   | 10. miejsce |
| 1980 | Rzym        | mistrzostwa świata w biegach przełajowych | bieg indywidualny | 10. miejsce |
| 1981 | Madryt      | mistrzostwa świata w biegach przełajowych | bieg indywidualny | 6. miejsce  |
| 1982 | Brisbane    | igrzyska Wspólnoty Narodów                | bieg maratoński   | złoty medal |
| 1983 | Helsinki    | mistrzostwa świata                        | bieg maratoński   | złoty medal |
| 1983 | Gateshead   | mistrzostwa świata w biegach przełajowych | bieg indywidualny | 6. miejsce  |
| 1984 | Los Angeles | igrzyska olimpijskie                      | bieg maratoński   | 5. miejsce  |
| 1986 | Edynburg    | igrzyska Wspólnoty Narodów                | bieg maratoński   | złoty medal |
| 1988 | Seul        | igrzyska olimpijskie                      | bieg maratoński   | 8. miejsce  |

## Rekordy życiowe
- bieg na 5000 metrów – 13:34,20 – Melbourne 12/11/1981
- bieg na 10 000 metrów – 28:02,73 – Melbourne 15/12/1983
- bieg na 20 000 metrów – 58:37,20 – Rzym 17/04/1982
- bieg maratoński – 2:07:51 – Boston 21/04/1986 (rekord Australii i Oceanii)